# なみだ船
「なみだ船」（なみだぶね）は、北島三郎の2枚目のシングル。1962年6月5日に日本コロムビアから発売された。

## 概要
「なみだ船」は、北島がメジャーデビュー前に最初に吹き込んだ曲であり、「ブンガチャ節」と共にメジャーデビュー曲の候補でもあった。本作でミリオンセラーとなり、第4回日本レコード大賞新人賞を受賞した。北島のメジャーデビュー曲は「ブンガチャ節」だが、この歌は3回放送されただけで、発売から1週間で放送禁止になったため、事実上この歌がデビュー曲として扱われている。
なおコロムビアからオリジナル曲が発売されているが、その後北島自身が日本クラウンへ移籍したため、クラウンでのオリジナル楽曲としてコンサート等では流れている。ただしクラウンレコードから発売されるCDに収録されているのは、専らクラウンへの移籍後に録音されたリメイク版である。しかし青春歌年鑑のようなオムニバス盤では基本的にコロムビア版が収録されるため、シングル版の音源の入手は比較的容易ではある。この歌の歌碑が星野哲郎の故郷・周防大島町にある。

## 収録曲
（全作詞：星野哲郎、作曲：船村徹）
1. なみだ船
2. バイバイ波止場